# وليم ديل
وليم ديل (بالإنجليزية: William Diehl)‏ (4 ديسمبر 1924 في الولايات المتحدة - 24 نوفمبر 2006، أتلانتا في الولايات المتحدة)؛ صحفي، كاتب وروائي أمريكي.

## روابط خارجية
- وليم ديل على موقع IMDb (الإنجليزية)
- وليم ديل على موقع قاعدة بيانات الفيلم (الإنجليزية)